# La traición de Wendy
La traición de Wendy es el cuarto álbum de Ismael Serrano, disco de oro en España y Argentina.

## Lista de canciones
| N.º | Título                                   | Duración |  |
| 1.  | «Eres»                                   | 3:54     |  |
| 2.  | «Un hombre espera en el desierto»        | 3:55     |  |
| 3.  | «Si Peter Pan viniera»                   | 4:32     |  |
| 4.  | «Cien días»                              | 3:41     |  |
| 5.  | «Ahora»                                  | 4:56     |  |
| 6.  | «Pájaros en la cabeza»                   | 6:07     |  |
| 7.  | «Buenos Aires 2001»                      | 3:01     |  |
| 8.  | «Prende la luz»                          | 4:41     |  |
| 9.  | «Qué andarás haciendo»                   | 2:56     |  |
| 10. | «Fue terrible aquel año»                 | 3:43     |  |
| 11. | «La ciudad de los muertos»               | 2:52     |  |
| 12. | «Será»                                   | 2:34     |  |
| 13. | «Cobertura: 95% del territorio nacional» | 3:15     |  |